# Quartel Jaime Mota

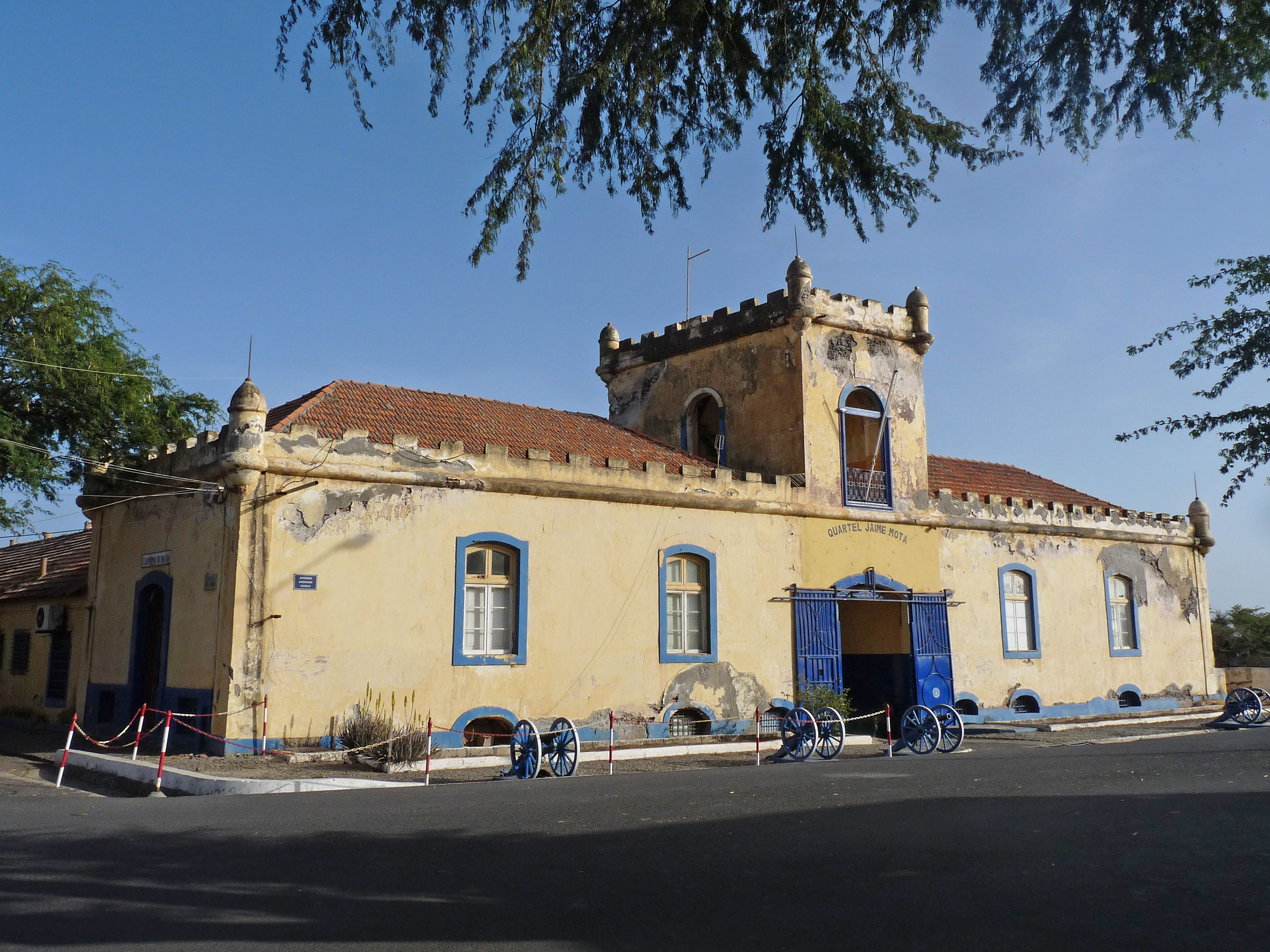
Ehemalige Kaserne Quartel Jaime Mota in Praia, Kap Verde.

Das Quartel Jaime Mota ist eine historische Kaserne im Stadtzentrum Plateau von Praia, der Hauptstadt von Kap Verde. Sie steht am Südende der Avenida Andrade Corvo, in der Nähe des Palácio da Presidência da República. Die Kaserne wurde zwischen 1823 und 1826 erbaut. Die derzeitigen Gebäude wurden 1872 im Neomanuelino-Stil erbaut und wurden erweitert und im späten 19. und frühen 20. Jahrhundert umgebaut. Nach der Unabhängigkeit wurde die Kaserne nach Jaime Mota benannt, einem kapverdischen Kämpfer der Partido Africano da Independência da Guiné e Cabo Verde (PAIGC), der in Guiné Portuguesa (Portugiesisch-Guinea, dem heutigen Guinea-Bissau) getötet wurde.

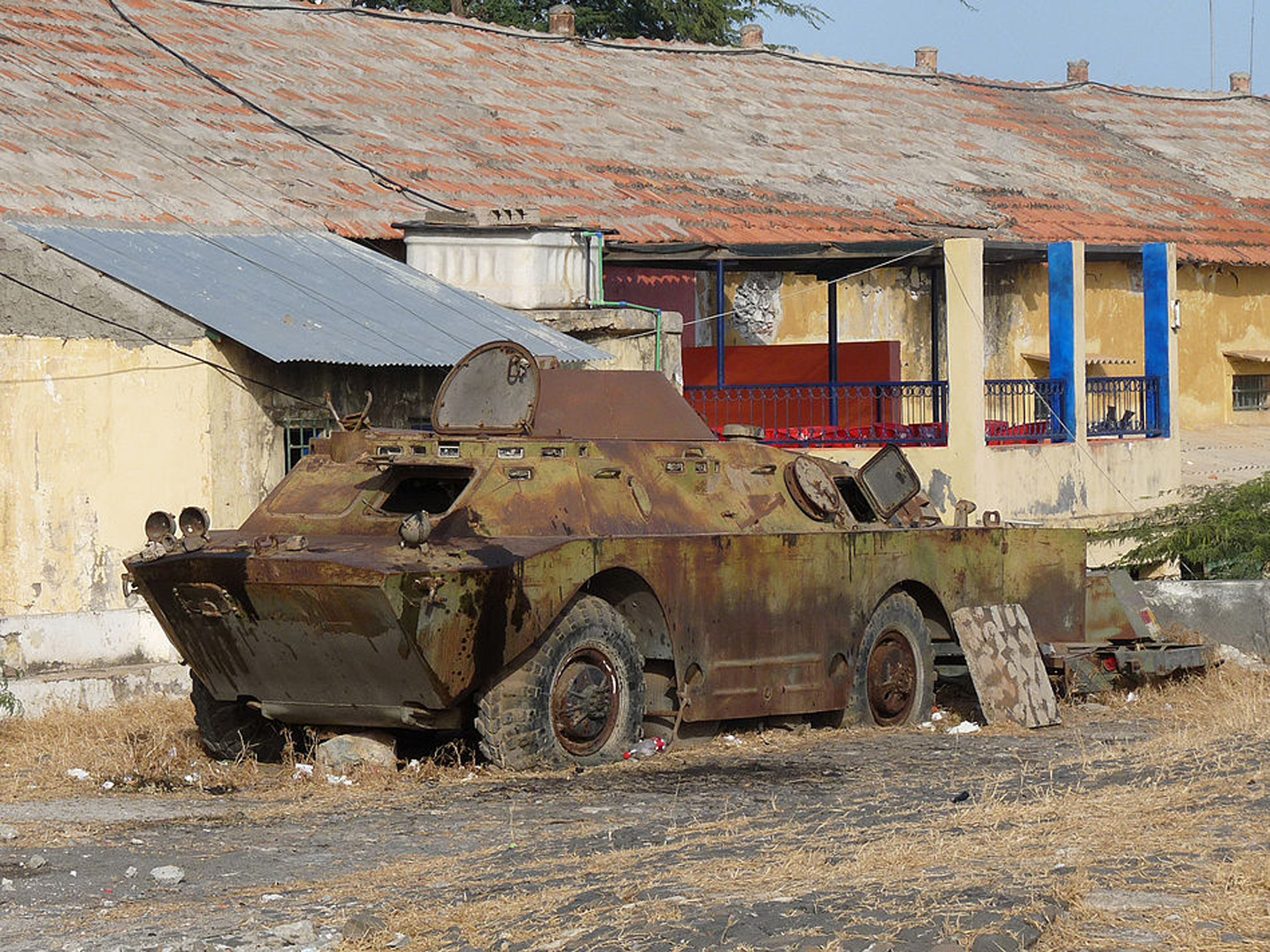
Ein zurückgelassener BRDM-2-Panzer 2012.

2012 wurde entschieden, dass das Gebäude restauriert werden sollten und sowohl ein Militärmuseum und als auch Büros des Verteidigungsministeriums. Das Angolanische Verteidigungsministerium hat sich bereit erklärt die Restaurierungsarbeiten zu unterstützen.